# Myleus pacu
För pirayasläktingen pacu, se Pirapitinga
Myleus pacu är en fiskart som först beskrevs av Jardine, 1841.  Myleus pacu ingår i släktet Myleus och familjen Characidae. Inga underarter finns listade i Catalogue of Life.